# Ichibuban

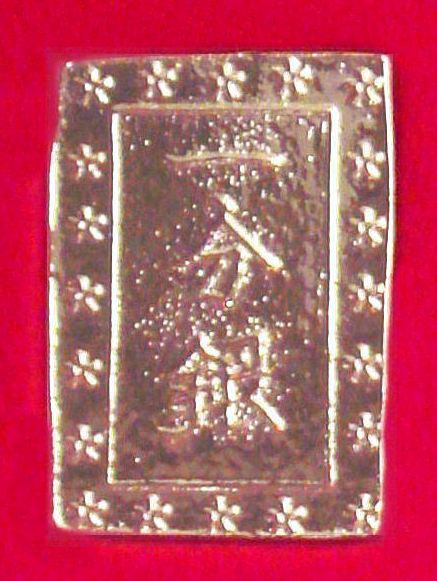
Un ichibuban en argent.

L'ichibuban (japonais : 一分判) est une ancienne unité monétaire du Japon qui pouvait être constitué d'argent ou d'or, dans ce cas, c'était un quart d'un koban. Il est un sous-multiple du ryō jusqu'en 1870.
Ces monnaies sont frappées au marteau.
L'ichibuban en or de 1714 (佐渡一分判金) avait un poids de 4,5 g, avec 85,6 % d'or et 14,2 % d'argent. L'ichibuban en argent de 1837 à 1854 (Tenpō Ichibugin, 天保一分銀, « vieil Ichibuban ») pesait 8,66 g, avec un alliage constitué de 0,21 % d'or et de 98,86 % d'argent.
Le nibuban (二分判) valait le double de l'ichibuban, et la moitié d'un koban et était également une pièce de monnaie rectangulaire.
Ichibuban en or (一分判金)

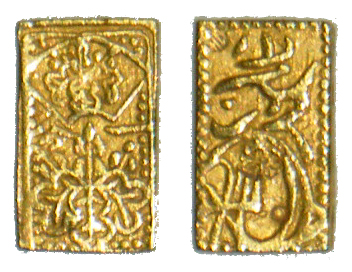
Ichibuban de l'ère Keichō
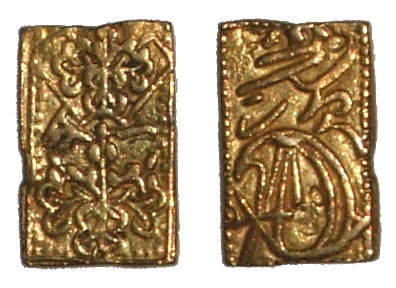
Ichibuban de l'ère Kyōhō
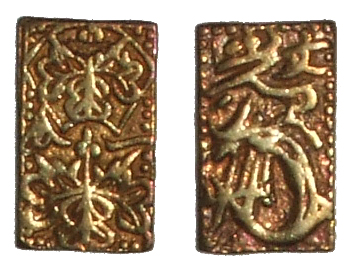
Ichibuban de l'ère Genbun
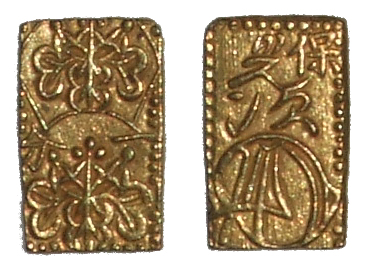
Ichibuban de l'ère Bunsei
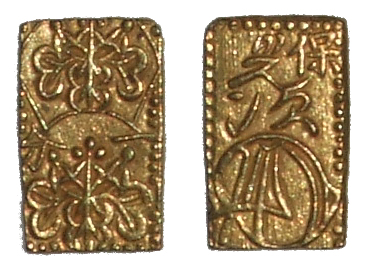
Ichibuban de l'ère Tenpō